# Anna Domaszewska-Krajewska
Anna Domaszewska-Krajewska, z Lewickich (ur. 1816  zm. 18 października 1882 w Warszawie) - nauczycielka, działaczka niepodległościowa, członkini grupy Entuzjastek.  

## Życiorys
Związana z grupą Entuzjastek Narcyzy Żmichowskiej.
W 1846 wyszła za mąż za Edwarda Domaszewskiego (1818–1847) - w 1847 organizatora i naczelnika tajnej Organizacji niepodległościowej w Królestwie powiązanej z Towarzystwem Demokratycznym Polskim. Po śmierci Domaszewskiego kierownictwo Organizacji przejął Henryk Krajewski. Podobnie jak inne Entuzjastki była członkinią wspomnianej Organizacji..
Powtórnie wyszła za mąż w 1858 za Henryka Krajewskiego (1824-1897) który był przyjacielem jej poprzedniego męża. W tym celu specjalnie przybyła do Kiachty, gdzie Krajewski przebywał na osiedleniu. Na Syberii utrzymywała się jako nauczycielka domowa.
Pochowana wraz z drugim mężem na cmentarzu Powązkowskim w Warszawie (kwatera 45-2-17).